# СТВ (телеканал, Беларусь)
СТВ (Столичное телевидение) (бел. Сталічнае тэлебачанне) — белорусский государственный телеканал.

## История

### СТВ на «Восьмом канале»
В 1999 году телекомпания «Восьмой канал» получает лицензию до 31 декабря 2004 года на право вещания на восьмом частотном канале по согласованию с тогдашним зампредседателя Мингорисполкома по информатизации Виктором Чикиным.
16 марта 2000 года на «8 канале» выходит в эфир первый выпуск новостей «СТВ 24 часа». Предварительно «8 канал» получает письмо Мингорисполкома за подписью Чикина с просьбой оказать содействие городским властям. Сначала выходили две программы «СТВ 24 часа» в неделю по 15 минут, затем — 4 раза в неделю. Программы к эфиру готовило структурное подразделение «Агентства печати «Минск-Новости», учредителем которого является Мингорисполком.
Летом 2000 года по предложению нового руководства Белтелерадиокомпании «СТВ 24 часа» выходила в эфир и на «Первом национальном» пять раз в неделю. 1 ноября было зарегистрировано ЗАО «Столичное телевидение». Интересы города представляло госпредприятие "Агентство печати «Минск-Новости» (71 % акций), второй учредитель — «COSMOS TV» (29 % акций). «COSMOS TV» по решению Мингорисполкома от 24 августа 2000 года получало право показа собственных телеканалов и освобождалось от уплаты средств в городской бюджет на развитие инженерной инфраструктуры и создании собственной сети кабельного телевидения, при условии, что это медиапредприятие становится соучредителем ЗАО «СТВ» и вносит в качестве уставного взноса 200 тысяч долларов по курсу НБ РБ.

### Проблемы с лицензией «Восьмого канала»
21 ноября руководству «8 канала» направлено письмо из Минсвязи с предупреждением, что компания должна погасить текущую задолженность за использование передатчика. В противном случае договор на его дальнейшее использование не будет пролонгирован на 2001 год. 23 ноября администрация президента предлагает Минсвязи не продлевать с «8 каналом» договор аренды, поскольку на этой частоте планировалось открытие второго канала Белтелерадиокомпании. 29 ноября «8 канал» направляет письмо в Минсвязи с просьбой пролонгировать договор на новый срок. Согласно действующему договору, канал должен не позднее чем за 10 дней до 31 декабря известить о намерениях пролонгировать договор. 1 декабря «8 канал» получает письмо из Минсвязи, датированное 27 ноября, о том, что договор не будет пролонгирован из-за наличия задолженности. 4 декабря официальное уведомление Минсвязи об отсутствии у «8 канала» задолженности по оплате аренды передатчика. 21 декабря представители предприятия МТИС сообщают руководству «8 канала» об отключении канала с 29 декабря. В тот же день трудовой коллектив канала направляет письмо Лукашенко с просьбой разобраться в ситуации. 28 декабря руководство телекомпании «8 канал» проводит пресс-конференцию в связи с создавшейся ситуацией. 29 декабря на приёме в резиденции президента по случаю Нового года Лукашенко выясняет ситуацию вокруг компании «СТВ» у её руководителя. Вскоре принимается окончательное решение. 30—31 декабря ЗАО «СТВ» заключил договор с Минсвязи на аренду передатчика на восьмом частотном канале. 31 декабря — последний день вещания «8 канала» на восьмом частотном канале. С 1 января этот телепроект перешёл на 11 «кнопку» во многих кабельных сетях страны.

### Вещание на отдельной частоте
В полдень 1 января 2001 года «СТВ» начал вещание на частоте «Восьмого канала». Поначалу телеканал вещал исключительно в Минске. С первого дня вещания телеканал ретранслировал программы российского телеканала «REN-TV», за исключением информационных передач. «СТВ» выпускал в эфир программы собственного производства, среди которых были новостная программа «СТВ-24 часа», информационно-аналитическая программа «168 часов», белорусскоязычная программа «Вечарніца», блок музыкальных видеоклипов «Музыка на СТВ» и другие. Также в начале 2001 года выходил музыкальный блок «MTV Россия».
В 2002 году началось интенсивное развитие программ развлекательного и художественно-публицистического направления. В эфире появляются такие программы, как «Минск и минчане», «Закон и криминал», «Пока горит свеча» и другие. «СТВ» начал вещание в Минской области. Предпринят первый опыт производства собственной документалистики: в эфир вышел итоговый документальный фильм «Минск-2002». Общий объём вещания составил 7177 часов.
В 2003 году основным направлением развития телеканала становилось увеличение объёма общереспубликанского вещания. В связи с этим увеличивалось производство программ различных жанров. «Судьбы своей хозяйка», «Добрый вечер, малыш», «Столичный футбол», «Горячий лёд», «Реактивный бокс», «Светская хроника», «Большая музыка», «Личный интерес» «Добро пожаловаться» — эти и многие другие проекты пополнили список программ производства «СТВ». Создавалось новое оформление двух студий телеканала: новостной и программной. Общий объём вещания составил 6783 часа. «СТВ» начал транслироваться на регионы, в частности, в декабре 2003 года начал вещание в Гомеле.
В 2004 году продолжилась тенденция увеличения объёма вещания. В эфире телеканала появились многочисленные проекты: развлекательные — «Утро столицы», «Пикник», «Планета развлечений» художественно-публицистические — «Ессе Номо», «Бизнес. Слово и дело». Продолжалось производство собственной документалистики: выходят фильмы «Их называли «СМЕРШ», «Восставший из пепла», «Если не ты, то кто?» и другие. Кроме того, СТВ начал производство игрового кино — в конце 2004 года снят фильм-сказка «12 месяцев». К июлю 2004 года вещание СТВ распространилось на все областные центры Белоруссии.
В 2005 году большое внимание уделяется созданию интерактивных проектов. С января в обновлённом виде выходит развлекательная программа «Хит-момент», запускается новый проект «Звёздный дилижанс», где роль жюри принадлежит телезрителям. К 60-летию Великой Победы создаётся проект «До победы осталось…» — ежедневные сводки с фронта 1944—1945 годов, серия минифильмов «Память сердца». Отмечается новый виток развития собственной документалистики: снимается цикл фильмов «Национальное достояние», посвящённый значимым аспектам белорусской истории и культуры, а также цикл «В интересах национальной безопасности» о белорусских спецслужбах, силовых структурах, информационном противоборстве. С начала 2005 года в организации телепроизводства широко используется передвижная телевизионная станция (ПТС). С мая 2005 года СТВ начинает передавать сигнал со спутника Экспресс АМ22 (53° в. д). Приобретена спутниковая станция, которая позволила организовать прямые репортажи с места событий в любом регионе Белоруссии и за рубежом. На тот момент количество штатных сотрудников увеличилось до 238 человек.
В 2006 году была реализована концепция обновления эфира «Столичного телевидения», а также выбран «голос» телеканала. Им стал заслуженный артист Республики Беларусь Сергей Журавель. В 2007 году на телеканале была проведена модернизация техники, полностью обновился камерный парк, что значительно улучшило качество производства программ. В работу была запущена обновлённая спутниковая аппаратная. В эфире появились новые проекты: народное шоу «Крутые ребята», а также концерт «Песни для мамы», приуроченный к 8 марта.
В 2008 году произошло обновление студии новостей С-50. В этот год появилась новая новостная программа «Столичные подробности». Телеканал снял проект ко дню города «Мы любим наш город!» с участием группы «Би-2», Юрия Антонова, и большой новогодний проект «День рождения в Новый год».
В 2009 году продолжалось обновление материальной базы: передвижная телевизионная станция была преобразована с 4 камерной в 6 камерную; приобретается новая передвижная спутниковая станция. СТВ начинал больше снимать документального кино. Появились такие проекты, как «История БССР. Краткий курс», «Жаркая осень 39-го» и др. Телеканал организовал концерты на площадке летнего амфитеатра в Витебске: «Память сердца», посвящённый 65-летию освобождения Белоруссии, «Песни Родной земли». Впервые телеканал проводил масштабные съёмки и был соорганизатором конкурса красоты городского значения «Мисс Минск 2009». Состоялся запуск успешного музыкального проекта «Звёздный ринг». В декабре 2009 телеканал впервые провёл «Музыкальную телевизионную премию СТВ».
В 2012—2014 годах проводилось популярное шоу талантов «Поющие города». Кастинги проходили во всех регионах страны, а закончился сезон масштабным концертом на «Минск-Арене».
Летом 2014 года СТВ прекратил спутниковое вещание в связи с трудным экономическим положением государственной компании.
В 2016 был запущен первый сезон проекта «Две звёзды на СТВ».
16 января 2017 года СТВ перешёл на широкоэкранный формат (16:9).
2 октября 2017 года СТВ первым среди национальных телекомпаний Белоруссии начал вещание в формате высокой чёткости (HD). Презентация нового сезона прошла на 22-м этаже гостиницы «Беларусь» в Минске. Было несколько изменено графическое оформление телеканала, обновлена новостная студия. При этом гендиректор СТВ Юрий Козиятко отметил, что 60 % оборудования на тот момент было готово для вещания в формате 4К.
3 июля 2018 года, в рамках Дня независимости Республики Беларусь, телеканал представил праздничный телемарафон «Беларусь навсегда». 1 ноября 2018 года СТВ провёл масштабный ребрендинг и представил два новых проекта — реалити-шоу «Деревня. Live» и документальный сериал «Тайны Беларуси».
В 2021 году генеральным директором телеканала становится Кирилл Казаков. В эфире появились специальные выпуски нового ток-шоу «По существу», которые были приурочены к «Всебелорусскому народному собранию» — весной 2021 года планируется выпуск программы в эфир на постоянной основе, а также ожидается выпуск новых программ и шоу. Появилась новая студия в здании бывшего кинотеатра «Электрон» в Минске.
10 февраля 2022 года Александр Осенко согласован на пост гендиректора ЗАО "Столичное телевидение". Кирилл Казаков переходит на должность главного редактора газеты «Минский курьер».

## Критика

### Освещениепрезидентских выборов 2020 годаипоследующих протестов
В период проведения выборов президента Белоруссии в 2020 году телеканал СТВ стал известен благодаря репортажам с весьма агрессивной подачей информации против сторонников оппозиции. В то же время, некоторые журналисты телеканала уволились в знак протеста против политики телекомпании по освещению протестных акций.

#### Рубрики Григория Азарёнка
Одним из самых известных белорусских журналистов, представляющих провластную точку зрения, стал колумнист СТВ и ведущий рубрики «Тайные пружины политики» Григорий Азарёнок. Рубрика выходит в эфир с ноября 2019 года и представляет собой собственный взгляд Азарёнка на происходящие события как в Белоруссии, так и в мире. Ещё до выборов, в апреле 2020 года, журналист стал известен благодаря  высказываниям про пандемию COVID-19: он высказал мнение, что коронавирус является «биологическим оружием США», что вызвало насмешку у людей..
«Предполагалось, что глобализация сделает США и западный мир безусловным лидером, а выиграл в глобализации Китай. Что нужно сделать, когда шахматная партия проиграна? Опрокинуть доску. В прошлые столетия это делали с помощью глобальных войн, сейчас — ядерного оружия: страшно. Переформатировать мир нужно по-другому.» [...] «За Беларусью наблюдают во всём мире и завидуют. Пришло время доказать, что Беларусь — не истеричная барышня-подросток, закрывшая лицо под маской, а гордая республика-партизанка»
После начала массовых протестных акций в августе 2020 года большинство передач Григория Азарёнка проходило именно на эту тему. В эфире журналист высказывает многочисленные оскорбления и угрозы в адрес и оппозиционеров и протестующих, например «Смелые в стаде или в интернете, вы будете бежать, как трусливые шакалы». После появления сообщений о насилии и неприемлемых условиях содержания в Центре изоляции правонарушителей в переулке Окрестина в Минске Азарёнок отправился туда со съёмочной группой телеканала (по словам Азарёнка, этому поспособствовало сотрудничество СТВ с силовыми структурами), чтобы «опровергнуть» эти заявления в своём сюжете, снятом в сугубо положительном ключе. После гибели мирного протестующего Романа Бондаренко в рубрике Азарёнка были продемонстрированы перехваченные телефонные разговоры матери погибшего, после чего родственники Бондаренко подали заявление на Азарёнка в суд (также журналист назвал погибшего «лошком-петушком», а адвоката его матери — «трупоедом»; присутствовавшим на кладбище после похорон Бондаренко журналист задавал откровенно провокационные и неуместные вопросы). Также Азарёнок допустил оскорбительные высказывания в адрес властей Украины, за что в марте 2021 года был внесён в базу сайта «Миротворец».
Также Азарёнок ведёт похожую рубрику «Орден Иуды», где «награждает» таковым и критикует какого-либо деятеля оппозиции или известную личность, поддержавшую сторонников смены власти в Белоруссии. Так, в ней уволившихся в знак протеста против политики Белтелерадиокомпании и ОНТ журналистов Азарёнок сравнил с крысами.
Оперативная рабочая группа по стратегическим коммуникациям Европейской группы внешних связей Европейского союза отметила как пример пропаганды в Белоруссии передачи Азарёнка, ибо в них дезинформация сопровождается языком вражды.

## Руководство
- Александр Осенко — генеральный директор
- Константин Авраменко — первый заместитель генерального директора;
- Владимир Казаков — заместитель генерального директора;
- Юлия Бешанова — директор дирекции информационного вещания;
- Ирина Передня — директор дирекции специальных проектов;
- Денис Рачко — директор технической дирекции
- Елизавета Лукьянова — директор дирекции телепроизводства
- Татьяна Стаселько — директор программной дирекции

## Фотогалерея

Здание СТВ на фоне телебашни
Здание СТВ со стороны Свислочи